# Milka Balek-Brodská
Pour les articles homonymes, voir Balek.
Milka Balek-Brodská (née le 26 décembre 1888 à Prague, Autriche-Hongrie et morte le 8 octobre 1961  est une actrice tchécoslovaque.

## Filmographie partielle
- 1938 : Panenka de Robert Land
- 1936 : Le Chameau par le chas d'une aiguille de Hugo Haas et Otakar Vávra
- 1929 : L'Organiste de la cathédrale Saint-Guy de Martin Frič
- 1950 : La Longue Route d'Alfréd Radok

## Galerie

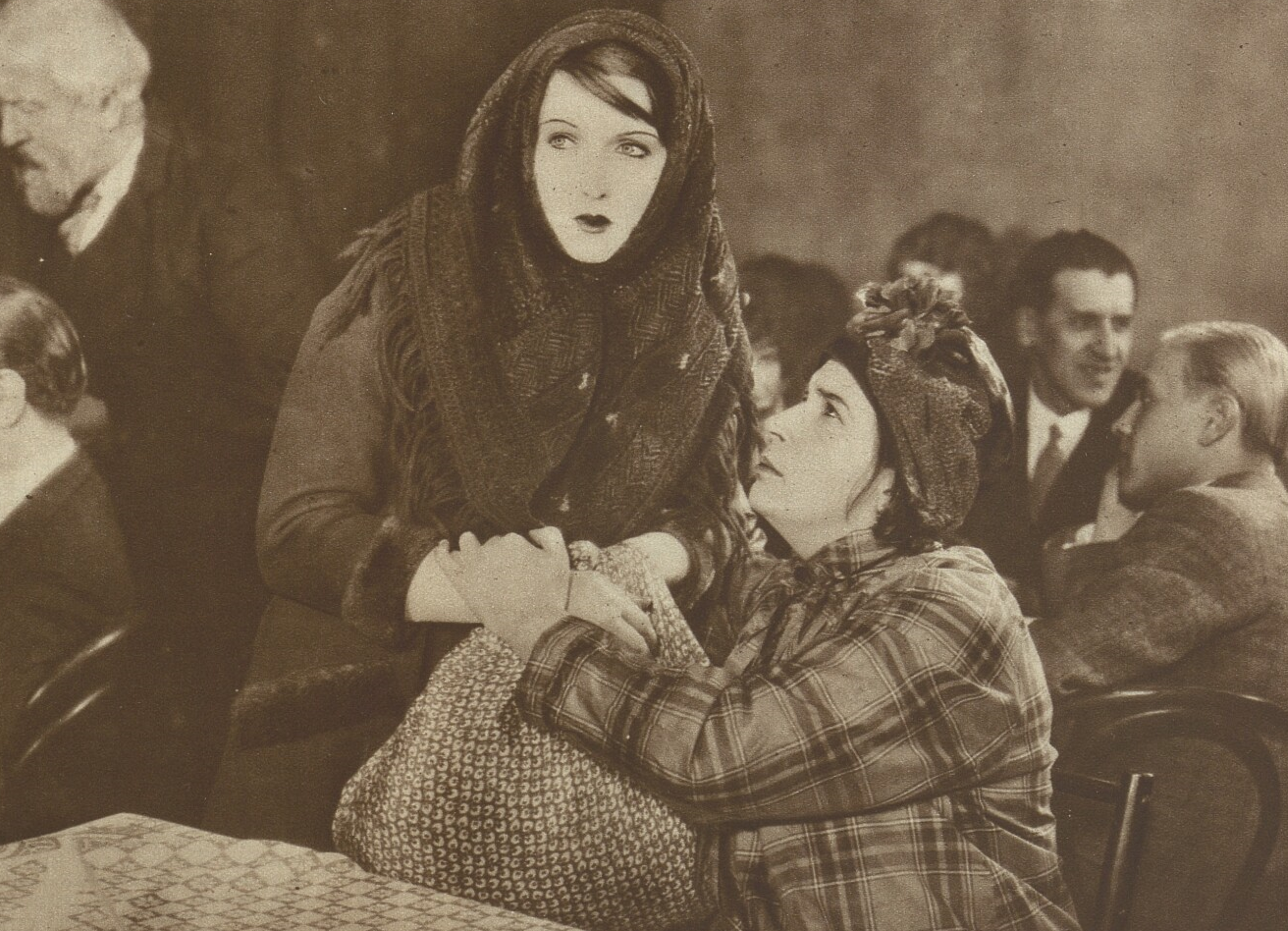
Suzanne Marwille et Milka Balek-Brodská